# مارینا گرا
مارینا گرا (به مجاری: Gera Marina) (زادهٔ ۲۹ ژوئن ۱۹۸۴) هنرپیشه اهل مجارستان است. از فیلم‌ها یا برنامه‌های تلویزیونی که وی در آن نقش داشته‌است می‌توان به زمستان بی‌انتها اشاره کرد که در ۲۰۱۹ جایزهٔ بین‌المللی امی را نیز برای بازی در آن فیلم دریافت کرد.